# Bosc Experimental de Hubbard Brook
El Bosc Experimental de Hubbard Brook és una àrea a les White Mountains a l'estat de Nou Hampshire que funciona com a laboratori a l'aire lliure per estudis ecològics. Va ser establert pel Servei Forestal dels Estats Units l'any 1955 com un important centre d'investigació hidrològica a Nova Anglaterra.

## Ordenació forestal
Es tracta d'un bosc en el que existeixen diverses valls cadascuna drenada per un petit rierol tributari del Hubbard Brook. Prop de la superfície del terra hi ha un conjunt de roques impenetrables a l'aigua, per tant cada vall constitueix una conca que es drena només pel rierol. Cada zona funciona essencialment com un sistema tancat de medi ambient. El flux d'aigua, el minerals… pot controlar-se i es poden mesurar els efectes dels canvis induïts experimentalment en el sistema.

## Estudi de l'ecosistema de Hubbard Brook
Els primers anys l'estudi de l'ecosistema estava enfocat a la investigació en el sector forestal, però no van trigar gaire a veure el valor dels estudis dels ecosistemes forestals i va atraure l'interès dels investigadors de les universitats més importants. S'ha intentat comprendre millor l'ecosistema del bosc, incloent-hi la seva interacció amb els éssers humans. D'altra banda els equips d'investigació han estudiat una sèrie de problemes ambientals en particular els efectes nocius de la pluja àcida.

## Àrees d'investigació
- Hidrologia, inclou (el cicle de l'aigua al bosc, anàlisis de les nevades, etc.)
- Factors ambientals, fomentar o restringir el creixement d'un arbre i els efectes que pot tindre la desforestació sobre el flux mineral.
- Efectes dels canvis ambientals sobre la població d'insectes i el comportament d'aus tenint en compte especialment la capacitat de reproduir-se)
- Efectes de la pluja àcida
- Cicles de nitrogen, sofre, fòsfor, mercuri calci i carboni. I com pot afectar la contaminació en el flux d'aquest i d'altres minerals.
- Efectes de tempestes de gel en boscos i ecosistemes aquàtics.[2]
- Entre moltes altres, tant a curt com a llarg termini.

Cada any es fa un simpòsium on expertes es reuneixen per presentar i comentar les investigacions que es duen a terme.